# Paullinia anisoptera
Paullinia anisoptera là một loài thực vật có hoa trong họ Bồ hòn. Loài này được Turcz. mô tả khoa học đầu tiên năm 1858.